# USS Petrel (1889)
De USS Petrel (PG-2) was een 4e standaardklasse kanonneerboot van de Amerikaanse Marine. Ze werd genoemd naar een zeevogel Petrel. Zoals de meeste stoomschepen in die periode kon er ook mee gezeild worden. Er was wel een gevaar voor brand door schoorsteengensters. Tijdens een gevecht werden de zeilen gestreken.
De USS Petrel werd gebouwd door Columbia Iron Works & Dry Dock Company in Baltimore, Maryland. De kiellegging vond plaats op 27 augustus 1887, de tewaterlating was op 13 oktober 1888. Zij werd officieel in dienst gesteld op 10 december 1889 met lieutenant commander W. H. Bronson als eerste bevelhebber.
De USS Petrel werd toegevoegd aan de Noord-Atlantische groep en bleef daar tot september 1891. Toen werd ze overgeplaatst naar het Aziatisch Squadron, alwaar zij diende tot 1911. In mei 1894 werd zij naar het noorden gestuurd en meldde zich in Unalaska. In juli opereerde zij vanaf de Pribilofeilanden tot in de Beringstraat teneinde het stropen van zeehonden tegen te gaan. In augustus keerde zij terug naar het Aziatisch Squadron.
In april 1898 werd de USS Petrel teruggeroepen vanuit Hong Kong om deel te nemen aan de campagne tegen Manilla. Als onderdeel van het smaldeel van admiraal George Dewey nam zij deel aan de Slag in de Baai van Manilla tegen de Spaanse Vloot. Na de vernietiging van de zware Spaanse schepen tijdens de eerst confrontatie van de Spaans-Amerikaanse Oorlog, voer de USS Petrel de haven van Manilla binnen. Aldaar bracht zij zes reeds kreupel geschoten schepen tot zinken. Daarna trok de Petrel naar de marinebasis in Cavite en dwong deze tot overgave. Aangezien zij opdracht had eventuele schepen te vernietigen die op de basis hun toevlucht hadden gezocht, stuurde de commandant luitenant Edward Merritt Hughes een eenheid aan land om het arsenaal in te nemen. Zij keerde vervolgens met twee sleepboten, de Rapido en de Hercules en drie andere vaartuigen weer terug.
De USS Petrel bleef vervolgens in de Filipijnen en voerde verschillende operaties uit in 1898 en 1899. Zo voegde zij zich bij de USS Boston voor een beschieting van het eiland Panay op 11 februari 1899. Op 22 februari bezette een landingseenheid van de USS Petrel de stad Cebu. In oktober voegde zij bij de USS Callao om door middel van een beschieting het United States Marine Corps te ondersteunen bij hun landing op Noveleta.
Na de oorlog werd de USS Petrel op non-actief gezet maar op 9 mei 1910 werd zij weer in de actieve dienst opgenomen. Zij bracht in 1911 een bezoek aan Europa en keerde daarna terug naar de Atlantische kust. Onrust in de Caraiben was de reden dat zij van 1912 tot 1915 actief was in Mexicaanse en Caraibische wateren teneinde de "Amerikaanse belangen" te beschermen. In 1916 werd zij gestationeerd in Guantanamo. Na de oorlogsverklaring in april 1916 keerde de USS Petrel terug naar de Boston. Gedurende de rest van de Eerste Wereldoorlog diende zij bij het American Patrol Detachment
Na 30 dienstjaren werd de USS Petrel op 15 juli 1919 definitief uit dienst genomen en geschrapt van het Naval Vessel Register op 16 april 1920. Op 1 november 1920 werd zij verkocht.

## Zie alsook
- Zie USS Petrel voor andere schepen met dezelfde naam.
- Lijst van schepen van de United States Navy (P)